# Ås landsfiskalsdistrikt
Ås landsfiskalsdistrikt var 1918–1964 ett landsfiskalsdistrikt i Älvsborgs län, bildat när Sveriges indelning i landsfiskalsdistrikt trädde i kraft den 1 januari 1918, enligt beslut den 7 september 1917. Den 1 januari 1965 avskaffades i Sverige samtliga landsfiskaler och landsfiskalsdistrikt, och deras arbetsuppgifter delades upp på de nyskapade indelningarna polisdistrikt, åklagardistrikt och kronofogdedistrikt.
Landsfiskalsdistriktet låg under länsstyrelsen i Älvsborgs län.

## Ingående områden
När Sveriges nya indelning i landsfiskalsdistrikt trädde i kraft den 1 januari 1952 (enligt kungörelsen 1 juni 1951) ändrades distriktets indelning genom kommunreformen 1952 men omfattningen ändrades inte.

### Från 1918
Ås härad:
- Brämhults landskommun
- Fänneslunda landskommun
- Gingri landskommun
- Grovare landskommun
- Hällstads landskommun
- Härna landskommun
- Kärråkra landskommun
- Murums landskommun
- Möne landskommun
- Rångedala landskommun
- Södra Vings landskommun
- Södra Vånga landskommun
- Toarps landskommun
- Tärby landskommun
- Varnums landskommun
- Äspereds landskommun

### Från 1 januari 1952
- Brämhults landskommun
- Gäsene landskommun
- Hökerums landskommun
- Toarps landskommun